# 張海 (景泰進士)
張海（1428年—？），字朝宗，直隸淮安府安東縣人，民籍，明朝政治人物。進士出身。

## 生平
景泰元年庚午科順天府鄉試第九十一名。景泰二年（1451年）辛未科會試第一百九十三名，殿試登進士第二甲第六十六名。

## 家族
曾祖張機。祖父張忠。父亲張禮。